# 2016 en Colombie-Britannique
Chronologie de la Colombie-Britannique
- 2012
- 2013
- 2014
- 2015
- 2016
- 2017
- 2018
- 2019
- 2020

Cette page concerne des événements qui se sont produits durant l'année 2016 dans la province canadienne de Colombie-Britannique.

## Politique
- Premier ministre : Christy Clark (Parti libéral)
- Chef de l'Opposition : John Horgan (NPD)
- Lieutenant-gouverneur : Judith Guichon
- Législature : 40e

## Événements
- 28 janvier : une très grande avalanche tue cinq personnes et huit blessées près de McBride.
- 2 février : Les néo-démocrates Jodie Wickens et Melanie Mark remportent les deux élections partielles provinciale de Vancouver-Mount Pleasant et Coquitlam-Burke Mountain.

## Décès
- 3 août : Mel Hurtig (né le 24 juin 1932 à Edmonton en Alberta et mort à Vancouver[1]) , éditeur, auteur et homme politique canadien.

- 16 septembre : William Patrick Kinsella dit W. P. Kinsella, né le 25 mai 1935 à Edmonton (Alberta) et mort  à Hope (Colombie-Britannique)[2], écrivain canadien.